# Haus Pflüger

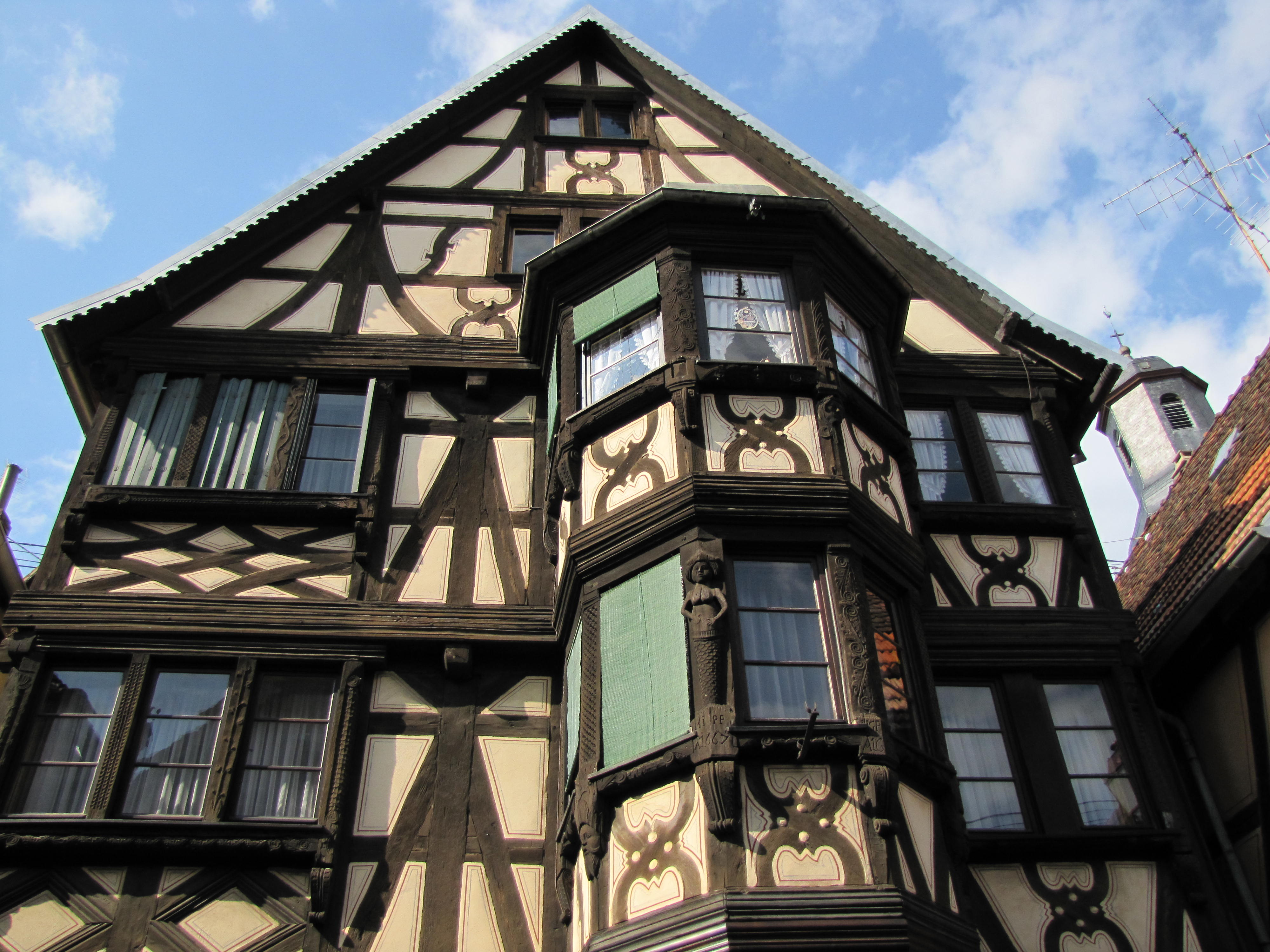
Haus Pflüger in Bouxwiller

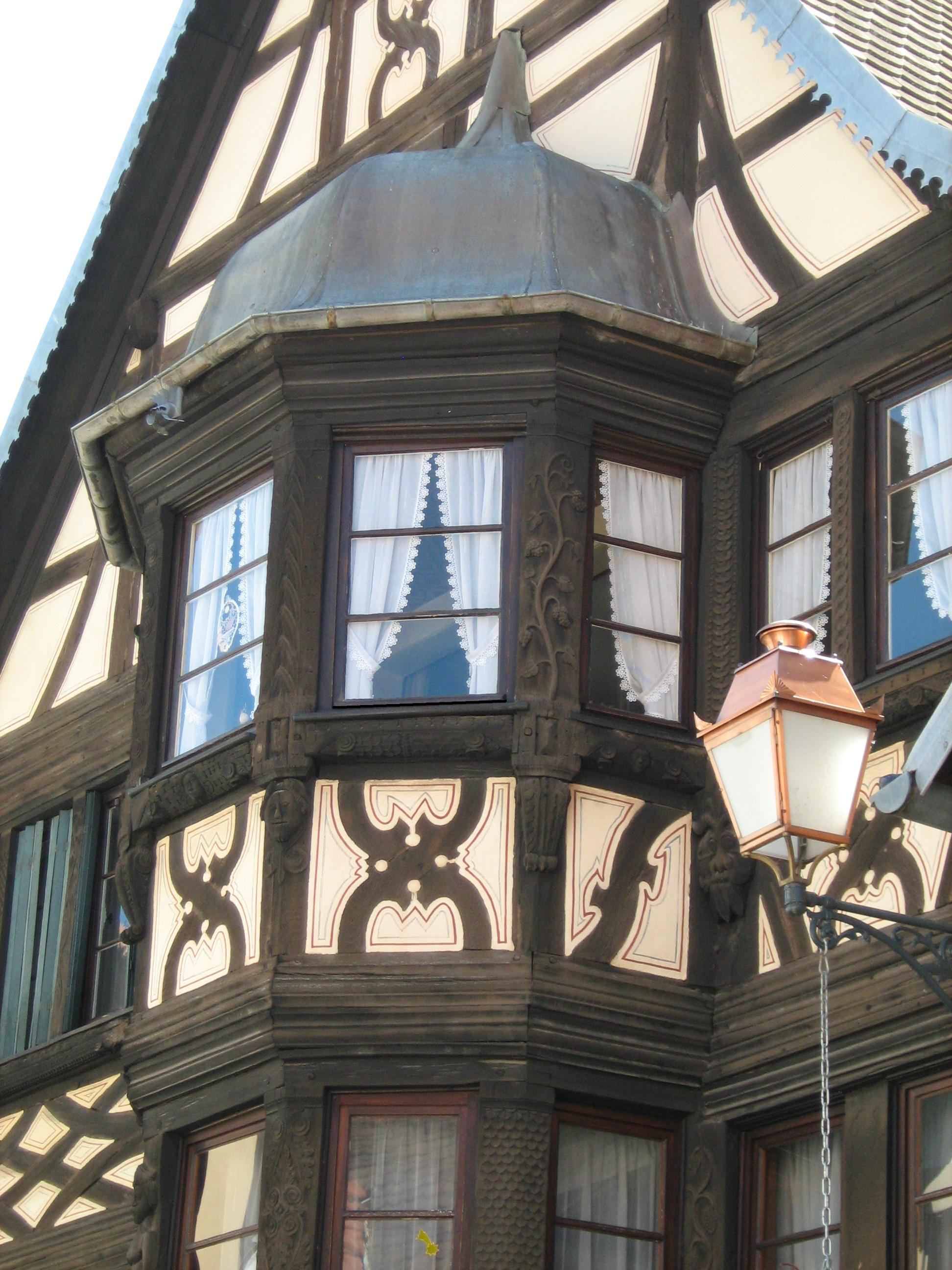
Zweistöckiger Erker des Hauses

Das Haus Pflüger in Bouxwiller, einer Gemeinde im Département Bas-Rhin in der französischen Region Elsass, ist ein Fachwerkhaus aus der Mitte des 17. Jahrhunderts. Das seit 1930 unter Denkmalschutz (Monument historique) stehende Gebäude befindet sich in der Nr. 29 Grand Rue.

## Geschichte
Das Gebäude wurde für den Händler Hans Georg Pflüger gebaut, der mit Seilereiwaren handelte. Sein Wappen und seine Initialen HGP befinden sich auf der Tür des Hauses. Diese sind auch zusammen mit den Initialen seiner Frau, MAP für Marie Agathe Pflüger, und der Jahreszahl 1667 auf der Fassade zu sehen. Die Fenster im Erdgeschoss wurden in späterer Zeit verändert.

## Architektur
Das schmale und langgezogene Haus befindet sich zwischen zwei Gassen. Die Schmuckfassade steht zur Grand Rue und besticht durch ihren großen, zweistöckigen Erker, der von einem Helm gedeckt wird. Der fünfeckige Erker wird von geschweiften Andreaskreuzen mit Nasen geschmückt. Die Ecken sind geschnitzt und stellen Fabelwesen und Weinreben dar. Weitere Zierfomen der Fassade sind Rauten und Mannfiguren.